# Heinrich von Alinghoven
Heinrich von Alinghoven (gen. Laer) (auch Laar) (* 1400; † 1491 in Brügge) war Marschall von Westfalen und Gesandter in Burgund.

## Leben
Er stammte aus der angeblich ursprünglich aus Frankreich stammenden Familie von Laer (Lare) mit Sitz bei Menden, die sich nach einem anderen Besitz auch Alinghoven nannte. Er war dreimal verheiratet. Zum ersten Mal heiratete er 1427 Anna von Brabeck. In zweiter Ehe heiratete er 1450 Lea von Hüchtenbrock und in dritter Ehe Maria von Wachtendonck. Aus den Ehen ging eine Reihe Kinder hervor. 
Im Jahr 1427 wurde er Drost des Amtes Menden. Erzbischof Dietrich II. von Moers ernannte ihn 1441 zum Marschall von Westfalen und damit zu seinem Stellvertreter als Landesherr. Dieses Amt übte er nur wenige Jahre aus. Im Jahr 1451 entsandten ihn die Kurfürsten von Mainz, Köln und Trier an den Hof Philipps von Burgund. Seine angebliche Aufnahme in den Orden vom Goldenen Vlies ist nicht belegt. Er hat in dieser Zeit auch Dokumente über die französische Vergangenheit seiner Familie gesammelt und das Geschlechtsregister bis in seine Gegenwart fortgesetzt. Er starb in einem hohen Alter in Brügge.  